# گونزالس (کالیفرنیا)
گونزالس (به انگلیسی: Gonzales) شهری در شهرستان مونتری ایالت کالیفرنیا است که در سرشماری سال ۲۰۱۰ میلادی، ۸۱۸۷ نفر جمعیت داشته است.